# Léon Georget
Joseph Léon Louis Georget, född den 2 oktober 1879 i Preuilly-sur-Claise, död den 4 november 1949 i Neuilly-sur-Seine, var en fransk tävlingscyklist som främst hade framgångar i uthållighetslopp (ofta bakom farthållare i form av motorfordon eller tandemcyklar). Han var äldre bror till Émile Georget (född 1881) och far till Pierre Georget.
Georgets mest anmärkningsvärda merit var att vinna 24-timmarsloppet Bol d'Or nio gånger – först 1903, därefter sju år i rad från 1907 till 1913, varefter loppet gjorde uppehåll (på grund av första världskriget) till 1919, då han vann igen, varefter loppet inte återkom förrän 1924, då han kom trea (tjugoett år efter sin första seger). Det längsta han cyklade under tävlingsdygnet var 973,666 kilometer (1908 – nästan som Malmö–Östersund, förvisso på betongbana och bakom pace, men också utomhus – ändå...). På landsväg var hans främsta merit andraplatsen i Bordeaux–Paris 1902. Han startade i Tour de France tre gånger och kom på åttonde plats i slutställningen som bäst (1906).
Noterbart är också att bröderna Georget vann det första europeiska sexdagarsloppet på bana – ett lopp som gick i Toulouse 1906, under vilket bröderna tillsammans "stafett"-cyklade, med dåtidens material, 3 212,448 km (att jämföra med Sveriges längd som är 1 572 km).

## Meriter
| 1903 Vinnare av Bol d'Or 2:a i Bordeaux–Paris 9:a i Paris–Roubaix 1904 2:a i Bol d'Or 5:a i Paris–Roubaix 1906 Vinnare av Toulouses sexdagars med Émile Georget 3:a i Bol d'Or 7:a i Paris–Roubaix 8:a totalt i Tour de France 1907 Vinnare av Bol d'Or 3:a i New Yorks sexdagars med Victor Dupré 1908 Vinnare av Bol d'Or 6:a i Bordeaux–Paris | 1909 Vinnare av Bol d'Or 1910 Vinnare av Bol d'Or 3:a i Bordeaux–Paris 1911 Vinnare av Bol d'Or 1912 Vinnare av Bol d'Or 1913 Vinnare av Bol d'Or 1919 Vinnare av Bol d'Or 1924 3:a i Bol d'Or 1927 4:a i Bol d'Or |